# КАРДС
КАРДС (енгл. CARDS - Community Assistance for Reconstruction, Development and Stability in the Balkans) је програм помоћи Европске уније за обнову, развој и стабилизацију земаља Балкана. Ову помоћ земље Европске уније првенствено намењују земљама западног Балкана и остварује се у оквиру програма у процесу стабилизације и придруживања. Овај програм усмерен је на економску обнову, демократску стабилизацију, модернизацију државне управе, помирење и повратак избеглих и интерно расељених лица и унапређивање регионалне сарадње.
Програм је покренут 2001. године издвајањем из програма Phare, дела који се односио на Албанију, Македонију и Босну и Херцеговину и од тада до 2006. године је Европска унија у оквиру овог програма издвојила 4,65 милијарди евра помоћи земљама западног Балкана.